# Jean-François Durat
Jean-François, comte de Durat (* 30. Oktober 1736; † 1830) war ein französischer Graf und Offizier. Er war Gouverneur von Grenada von 1779 bis 1783.

## Leben
De Durat wurde im Chateau Vauchaussades, Combrailles, in der Auvergne geboren. Die Familie Durat hatte eine lange Geschichte in militärischen Diensten. 1751 trat er in das französische Heer ein und diente im Siebenjährigen Krieg. Er zeichnete sich in der Belagerung von Fort St Philip (1756) aus und wurde zu den Verteidigungstruppen der Küste versetzt (-1759). Dann schloss er sich einer geplanten Expedition gegen Irland an, welche jedoch scheiterte, da die Briten die französischen Häfen blockierten. De Durat wurde 1763 in die Westindischen Inseln entsandt und diente dort als Artilleriechef auf Martinique. 1774 wurde er mit dem Ordre royal et militaire de Saint-Louis ausgezeichnet.
1778 war er in den Rang eines lieutenant colonel im Regiment de Cambrésis aufgestiegen. Im folgenden Jahr nahm er an Graf d’Estaings Expedition zur Eroberung von Grenada teil, wo er einen Voraustrupp befehligte, der an der Erstürmung von Hospital Hill beteiligt war. D’Estaing belohnte Durat, indem er ihn zum Gouverneur der Insel ernannte. Diesen Posten behielt er, bis die Briten aufgrund des Friedens von Paris (1783) die Kontrolle wieder übernahmen. Durats Amtszeit wurde von den britischen Bewohnern als rau beschrieben, und in der Folge gab es einen Gegenschlag gegen die französischen Einwohner. Diese Spannungen bewirkten, dass die Fédon’s Rebellion 1795–1796 fast erfolgreich war.
Nach seiner Rückkehr nach Frankreich wurde er 1784 zum Brigadier General befördert und 1788 zum Feldmarschall. Er verstarb in seinem Heim, Chateau Vauchaussade, am 20. Januar 1830.

## Familie
De Durat war zweimal verheiratet. Mit seiner zweiten Frau hatte er den Sohn Sébastien Henri de Durat (1788–1806), welcher ihm in den Militärdienst folgte. Er gehörte zum 34th Line Infantry Regiment und starb an Wunden, die er in der Schlacht bei Jena und Auerstedt erlitten hatte.